# Treasure Box (T-ara)
Treasure Box è il secondo album discografico giapponese del gruppo musicale sudcoreano T-ara, pubblicato nel 2013 dall'etichetta discografica Universal Music Japan.

## Il disco
Treasure Box venne pubblicato l'8 agosto 2013. Come il precedente Jewelry Box, l'album fu stampato in tre diverse edizioni: Pearl, Sapphire e Diamond. Pearl è la normale edizione, mentre Sapphire è un'edizione limitata, contenente, oltre al disco, anche un DVD. Diamond è, ugualmente, un'edizione limitata, che contiene però sia il DVD che un photobook. Il 3 agosto fu annunciato il loro secondo tour in Giappone dal titolo T-ara Japan Tour 2013: Treasure Box.
Il secondo singolo, "Bunny Style!", venne pubblicato in dieci diverse edizioni, che vanno dalla A alla J. Le prime tre edizioni (A, B e C) contengono, oltre a "Bunny Style!", un brano cantato solamente da due o tre membri del gruppo. L'edizione A contiene il brano "Sign" cantato da Soyeon e Areum, l'edizione B il brano "Soap Bubbles" di Boram e Qri, l'edizione C il brano "Dangerous Love" di Eunjung, Hyomin e Jiyeon. Le rimanenti sette edizioni, oltre "Bunny Style!", contengono un brano, uno per ciascun membro: La D "Love Poem" di Soyeon, la E "Two as One" di Eunjung, la F "Maybe Maybe" di Boram, la G "My Sea" di Jiyeon, la H "Do We Do We" di Qri, la I "Love Suggestion" di Hyomin, e la J "Happy Rain" di Areum. A partire dal 20 febbraio 2013, le T-ara tennero showcase in quindici città giapponesi, tra cui Sapporo, Marioka, Saitama, Kyoto, Fukuoka, Nagasaki. Il singolo fu accolto positivamente; Billboard's K-pop scrisse che "Bunny Style!" aveva 'un tono carino, con sintetizzatori aggressivi che ricordano "3" di Britney Spears, ma che, tuttavia, non riesce ad essere altrettanto accattivante come i singoli "Roly-Poly" o "Lovey-Dovey"'.
Il terzo singolo, "Target", fu pubblicato il 10 luglio 2013 in tre diverse edizioni: due regolari e una limitata con DVD incluso. Il 2 luglio fu diffuso il teaser del video musicale, il quale fu poi pubblicato in stile anime, raggiungendo in un mese le 200.000 visite su YouTube.

## Tracce
1. Wanna Play? (遊んでみる?) (Japanese ver.) – 2:54
2. Sexy Love (Japanese ver.) – 3:45 (testo: Shinsadong Tiger, Choi Kyu-sung, Shoko Fujibayashi – musica: Shinsadong Tiger, Choi Kyu-sung)
3. Bunny Style! (バニスタ!) – 3:56 (testo: Inoue Tomonori, MEG.ME – musica: MEG.ME)
4. Deja-Vu – 3:35 (MEG.ME)
5. Like the First Time (初めてのように) – 4:06 ("hitman" bang)
6. Sign (Soyeon & Areum) – 4:55 (testo: MEG.ME – musica: Hiroko Konishi)
7. Soap Bubbles (シャボン玉のゆくえ) (Boram & Qri) – 2:57 (Yamauchi Hikaru)
8. Dangerous Love (Eunjung, Hyomin, & Jiyeon) – 3:41 (MEG.ME)
9. Day by Day (Japanese ver.) – 3:28 (testo: Ahn Young Min, Cho Young Soo, Kim Tae Hyun, K-SMITH, Hazama Tomoko – musica: Cho Young Soo, Kim Tae Hyun)
10. Beautiful Sniper – 3:37 (Takafumi Fujino)
11. Target – 3:44 (MEG.ME)
12. Bye Bye (Japanese ver.) – 3:35 (testo: Nam Ki-sang, Kang Jung-myung, Ichino Onomiya – musica: Nam Ki-sang)
13. You Are My Treasure ~Happy Birthday to You~ (キミは僕の宝物 ~Happy Birthday to You~) – 2:13 (MEG.ME)

## Formazione
- Boram – voce, rapper
- Qri – voce
- Soyeon – voce
- Eunjung – voce, rapper
- Hyomin – voce, rapper
- Jiyeon – voce
- Areum – voce, rapper